# Орас, Юган Мартович
Юган Мартович Орас (8 октября (25 сентября) 1879  —  17 сентября 1922, Харьюмаа)  — крестьянин, депутат Государственной думы IV созыва от Эстляндской губернии

## Биография
По национальности эстонец. Из крестьян общины Габбат Александровской волости Ревельского уезда Эстляндского губернии. Образование — 4 класса начального городского училища. С 1905 года служил народным учителем. Был председателем волостного суда. Секретарь Кошского сельскохозяйственного общества. Член правлений Эстляндского центрального сельскохозяйственного общества, Кошского ссудо-сберегательного товарищества, Кошского кооперативного товарищества молочного хозяйства. Член Конституционно-демократической партии. Владел земельным наделом в 54 десятины. С 15 июня 1908 года женат на Росалии Орас, урожденной Вейнберг, (1888—1989). В семье четверо детей, в том числе сын, умерший в младенчестве в 1909 году, и Вамбола (1917—1995).
На выборах в Государственную думу III созыва состоял выборщиком по Ревельскому уезду Эстляндской губернии от съезда уполномоченных от волостей, но избран не был.
25 октября 1912 года избран в Государственную думу IV созыва от съезда уполномоченных от волостей Эстляндской губернии. Входил в Конституционно-демократическую фракцию. Состоял в думской комиссии по народному образованию, комиссии о замене сервитутов, земельной комиссии, комиссии по борьбе с немецким засильем, сельскохозяйственной комиссии. Член Прогрессивного блока.
16 октября 1914 года начато предварительное следствие в отношении Югана Ораса как обвиняемого за непредставление для  армейских нужд принадлежавшей ему лошади на конный пункт при Александровском волостном правлении.
17 сентября 1922 года скончался от туберкулёза в Харьюмаа.